# Eudryas grata
Eudryas grata är en fjärilsart som beskrevs av Fabricius 1793. Eudryas grata ingår i släktet Eudryas och familjen nattflyn. Inga underarter finns listade i Catalogue of Life.